# Ritzen Spitzen
Ritzen Spitzen är en bergstopp i Österrike.   Den ligger i förbundslandet Vorarlberg, i den västra delen av landet, 500 km väster om huvudstaden Wien. Toppen på Ritzen Spitzen är 2 417 meter över havet.
Terrängen runt Ritzen Spitzen är huvudsakligen bergig, men den allra närmaste omgivningen är kuperad. Runt Ritzen Spitzen är det glesbefolkat, med 18 invånare per kvadratkilometer.. Närmaste större samhälle är Schruns, 14,9 km norr om Ritzen Spitzen. 
Trakten runt Ritzen Spitzen består i huvudsak av gräsmarker.